# Lechtaler Alpen
Lechtaler Alpen (tyska: Lechthaler Alpen) är en bergskedja i Österrike. Den ligger i den västra delen av landet, 500 km väster om huvudstaden Wien.
Trakten runt Lechtaler Alpen består i huvudsak av gräsmarker. Runt Lechtaler Alpen är det ganska glesbefolkat, med 27 invånare per kvadratkilometer.